# Linum munbyanum
Linum munbyanum är en linväxtart som beskrevs av Pierre Edmond Boissier och Reuter. Linum munbyanum ingår i släktet linsläktet, och familjen linväxter. Inga underarter finns listade i Catalogue of Life.